# Каранфил Мавров
Каранфил Мавров, известен като Мавро войвода, е български революционер, войвода на Вътрешната македоно-одринска революционна организация.

## Биография
Каранфил Мавров е роден в битолското село Тепавци, тогава в Османската империя. Присъединява се към ВМОРО. През Илинденско-Преображенското въстание през лятото на 1903 година оглавява тепавската селска чета. Четата напада черкезкото Ново село на 20 юли.